# حسینیه داورزن
حسینیه داورزن مربوط به دوره قاجار است و در شهرستان داورزن، داخل شهر داورزن واقع شده و این اثر در تاریخ ۱۶ اسفند ۱۳۸۴ با شمارهٔ ثبت ۱۴۳۴۶ به‌عنوان یکی از آثار ملی ایران به ثبت رسیده‌است.